# Grzegorz Kwiatkowski

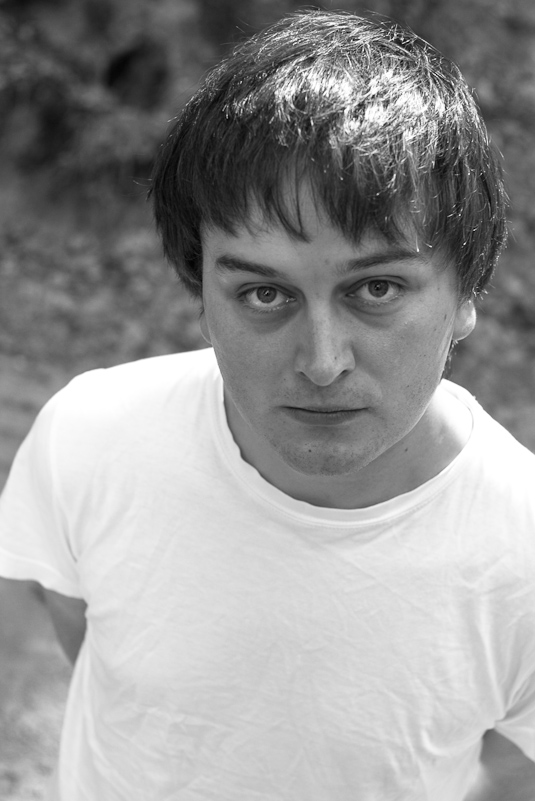
Grzegorz Kwiatkowski

Grzegorz Kwiatkowski (geboren  1984 in Danzig) ist ein polnischer Lyriker und Sänger in der Rockband Trupa Trupa.

## Leben
Grzegorz Kwiatkowski veröffentlichte 2008 seinen ersten Gedichtband Przeprawa. Mit weiteren Büchern wurde er zweimal, 2009 und 2010, für einen Literaturpreis Paszport Polityki nominiert. Kwiatkowski spielt Gitarre in der Rockband Trupa Trupa. Die Texte der Rockmusik, die er vorträgt, sind andere als die seiner Lyrik.  
Kwiatkowskis einer Großvater war Häftling im Konzentrationslager Stutthof. Kwiatkowski stöberte im Jahr 2015 bei einem Besuch des KZ-Geländes ein halbvergessenes Schuhlager mit Häftlingsschuhen auf und regte die Aufnahme dieser Schuhe in den Museumsbestand an, ohne auf ein besonderes Interesse zu stoßen.

## Werke (Auswahl)
- Przeprawa. Gnesen : Zeszyty Poetyckie, 2008
- Eine Kleine Todesmusik. Nowa Ruda : Mamiko, 2009
- Osłabić. Gedichte. Nowa Ruda : Mamiko, 2010
- Powinni się nie urodzić/Should not have been born. Gedichte. London : OFF Press, 2011
- Radości. Gedichte. Breslau : Biuro Literackie, 2013
- Spalanie. Gedichte. Breslau : Biuro Literackie, 2016
- Sową. Gedichte. Breslau : Biuro Literackie, 2017
- Auf Deutsch erschienen die beiden Bände brennend (2023) und ohne Orchester (2024) bei der Parasitenpresse, Köln.